# Jordi Solé i Ferrando
Jordi Solé i Ferrando (Caldes de Montbui, 26 d'octubre del 1976) és un politòleg i polític català. Actualment és secretari de política internacional d'Esquerra Republicana de Catalunya.
Fou batlle de Caldes de Montbui (2007-2019), diputat al Parlament de Catalunya (2012-2015), secretari d'Afers Exteriors i de la Unió Europea del Govern de Catalunya (2016) i eurodiputat al Parlament Europeu (2017-2019, 2020-2024). També fou secretari de relacions institucionals d'ERC.

## Biografia
Es llicencià en Ciències Polítiques a la Universitat Autònoma de Barcelona, i amplià la seva formació amb un màster en estudis europeus a la Universitat Europea Viadrina de Frankfurt de l'Oder. Ha portat aquests estudis a la pràctica fent d'assessor dels eurodiputats d'Esquerra Republicana de Catalunya (ERC). Fou assessor del Secretari d'Indústria i Empresa de la Generalitat de Catalunya.
Va ser cap de llista d'ERC en les eleccions locals de Caldes de Montbui de Montbui del 2007 i el 16 de juny obtingué l'alcaldia. Posteriorment, també ocupà el càrrec de conseller comarcal. Va revalidar l'alcaldia, aquesta vegada amb majoria absoluta, a les eleccions municipals del 2011 i posteriorment també al 2015.
A les eleccions al Parlament Europeu de 2014 va ocupar el número tres de la candidatura d'Esquerra Republicana de Catalunya. Tot i no ser elegit, l'endemà de les eleccions Ernest Maragall, número dos, va assegurar que a mitjan legislatura li cediria l'escó, cosa que efectivament va succeir en Maragall ésser escollit diputat a les eleccions al Parlament de Catalunya de 2017. El 23 de juliol de 2020 va tornar a ser eurodiputat en substitució d'Oriol Junqueras, arran de la suspensió del càrrec per la Junta Electoral Central.